# Macuilca
Macuilca är en ort i Mexiko.   Den ligger i kommunen Zongolica och delstaten Veracruz, i den sydöstra delen av landet, 250 km öster om huvudstaden Mexico City. Macuilca ligger 513 meter över havet och antalet invånare är 427.
Terrängen runt Macuilca är kuperad åt nordost, men åt sydväst är den bergig. Macuilca ligger nere i en dal. Runt Macuilca är det ganska tätbefolkat, med 222 invånare per kvadratkilometer. Närmaste större samhälle är Zongolica, 8,4 km väster om Macuilca. I omgivningarna runt Macuilca växer i huvudsak städsegrön lövskog.